# Гогитидзе, Меги
Меги Гогитидзе (груз. მეგი გოგიტიძე; 11 декабря 1989, Кобулети, Аджария) — грузинская певица, композитор, автор песен и исполнительница.

## Биография
Меги Гогитидзе родилась 11 декабря 1989 года в небольшом грузинском городе Кобулети на западе Аджарии.
Занималась музыкой с малых лет: ходила в музыкальную школу, слушала рок, рэп и авторские песни. Семья поддерживала эти увлечения. Прадедушка Меги был первым баритоном Грузии. Первое стихотворение написала в одиннадцать лет. Окончила семилетнюю музыкальную школу по классу фортепиано. Благодаря бабушке, учительнице в русской школе, неплохо выучила русский язык.
Старший брат повлиял на вкусы в музыке. С детства слушала The Doors, Виктора Цоя, Владимира Высоцкого, B.B.King
По окончании школы поступила в Тбилисский государственный университет имени Иванэ Джавахишвили (груз. თბილისის ივანე ჯავახიშვილის სახელობის სახელმწიფო უნივერსიტეტი) на факультет журналистики. Отучившись год, забрала документы из университета и поступила в Грузинский государственный университет театра и кино имени Шота Руставели (груз. შოთა რუსთაველის თეატრისა და კინოს საქართველოს სახელმწიფო უნივერსიტეტი). В 2013 году окончила университет c двумя дипломами «Актриса» и «История театра».
В 2014 году, незадолго до рождения своего первого ребёнка, дошла до полуфинала украинского шоу «Голос страны». Два года спустя её лиричная песня «Nu Geshinia» (ნუ გეშინია с груз. — «Не бойся») стала национальным хитом. После этого Меги стала активнее использовать современные аранжировки и наращивать известность за пределами Грузии.
В 2019 году Меги выпустила альбом «Nu Geshinia». Песня, благодаря которой этот альбом получил название, набрала в YouTube больше 22 миллионов просмотров.
26 мая 2023 года была удостоена звания «Почётный гражданин города Кобулети».

## Карьера
Выступать в качестве вокалистки начала с восемнадцати лет, собрав группу (бэнд) из друзей-музыкантов.
Является автором текстов и музыки большинства своих песен. Пишет тексты на грузинском, русском, английском языках.
В 2014 году, будучи на последних сроках беременности, дошла до полуфинала украинского шоу «Голос страны» (укр. «Голос країни»).
В 2016 году Меги записала свою авторскую песню «Nu Geshinia» (ნუ გეშინია с груз. — «Не бойся»). Несмотря на то, что песня длится более пяти минут, не подходит под определение «популярной музыки» и не сразу попала в радиоэфиры, она быстро стала хитом и своеобразным гимном Грузии и за её границами.
В том же году песня «Kvavilebis Kveana» (груз. ყვავილების ქვეყანა) стала «Песней года Грузии 2016», а Меги — «Певица года Грузии 2016».
В 2017 году Меги записала дуэт со своим другом Отцом Серафимом (груз. მამა სერაფიმე).
В ноябре 2018 года при поддержке Зураба Церетели (груз. ზურაბ წერეთელი) дала свой первый концерт в Москве.
В 2019 году с диджеем Giga Papaskiri (груз. გიგა პაპასკირი) записала электронный альбом «Megi-Si» и продолжила давать концерты в Москве и Грузии.
В 2020 году выпустила альбом Nu Geshinia (ნუ გეშინია с груз. — «Не бойся»), заглавная одноимённая песня которого на YouTube набрала более 22 миллионов просмотров.
В 2019—2021 годах дала концерты в Тбилиси, Батуми, Кобулети, Москве, Санкт-Петербурге, Екатеринбурге и Ярославле.
В 2020 году выпустила коллекцию одежды под собственным брендом.
18 мая 2022 года выступила на российском независимом мультиформатном музыкальном фестивале «Дикая Мята».

## Семья
Меги является правнучкой Бесариона Хухунаишвили (груз. ბესარიონ ხუხუნაიშვილი) (1883—1942) — известного в начале XX века грузинского баритона.
Бесарион был одним из основателей фольклорного ансамбля грузинского многоголосия «აკეთის შვიდკაცი» (другое название «შვიდკაცას» (рус. «Семь мужчин»)) и оставил большой след в истории грузинского фольклора.
Католикос-патриарх Грузии Илия II подписал грамоту, в которой указаны фамилии, вошедшие в историю Грузии и фольклора. В ней указаны имена участников ансамбля «აკეთის შვიდკაცი».
В городе Ланчхути (груз. ლანჩხუთი) школа носит имя Бесариона Хухунаишвили (груз. ბესარიონ ხუხუნაიშვილი).
Меги замужем.
У Меги Гогитидзе две дочери: Сидония (груз. სიდონია) 2014 г.р. родилась в Киеве (Украина) и Барбара (груз. ბარბარა) 2016 г.р.

## Дискография

### Синглы
- Shevechvie landebs (შევეჩვიე ლანდებს) (2008)
- Kvavilebis Kvekana (ყვავილების ქვეყანა) (2014)
- Nu Geshinia (ნუ გეშინია) (2016)
- Ram Shemqmna Adamianad (რამ შემქმნა ადამიანად) (2016)
- Bednieri Var (ბედნიერი ვარ) (2016)
- Adamiani (ადამიანი) (2017)
- Gatendeba (გათენდება) (при участии Отца Серафима (груз. მამა სერაფიმე) (2017)
- Ertad Viarot (ერტად ვიაროთ) (2018)
- Me da Shen (მე და შენ) (2018)
- Мир цветов (2018)
- Улыбнись (გაიღიმე) (2019)
- Солнце (მზე) (2019)
- Я-сон (2019)
- Не иди назад (2019)
- Не бойся (2019)
- Думай (2019)
- Vici Daggale (ვიცი დაგღალე) (2020)
- Я жив (2020)
- Gamigime (Меги Гогитидзе & Giga Papaskiri (груз. გიგა პაპასკირი)) (2020)
- Вместе (2020)
- Gulo (გულო) (2020)
- Не забирай меня (2020)
- Я не любви твоей прошу (2020)
- Zilshi shemoval (ძილში შემოვალ) (2020)
- Ar daijero (არ დაიჯერო) (2020)
- Белое море (თეთრი ზღვა) (2020)
- Забытые крылья (დავიწყებული ფრთები) (2021)
- Надоело (2021)
- Me rom shemedzlos (მე რომ შემეძლოს) (2021)
- Я здесь (2021)
- Не падай на землю (2021)
- Me ar vici ratom (მე არ ვიცი რატომ) (2021)
- Sul ar minda araperi (სულ არ მინდა არაფერი) (2021)
- Не меняется (2021)
- Xaramara (2021)
- Sapexurebi (საფეხურები) (2021)
- Shalala (Меги Гогитидзе & Vaja Tugushi (груз. ვაჟა ტუღუში)) (2022)
- მოისმინეთ!!! თავიდან ბოლომდე… (2022)
- Udabnos ia (უდაბნოს ია) (2022)
- Darcheba (დარჩება) (2022)
- Mikvarxar metki (მიყვარხარ მეთქი) (2022)
- Бабочки (2022)
- Zgapari (ზღაპარი) (2023)
- Бытие 9.13.16 (2023)
- Me dagajere (მე დაგაჯერე) (2023)
- Matarebeli (მატარებელი) (2023)
- Белое море (live версия) (თეთრი ზღვა) (2023)
- Chemi bavshvoba (ჩემი ბავშვობა) (2023)
- Isev tovs (ისევ თოვს) (2023)
- Падают звёзды (2024)
- Tetri ialkani (თეთრი იალქანი) (2024)
- Я не люблю (2024)

### Альбомы
Megi_si (2019):
- Megisi
- Your Emotions
- Dro
- Messaflave
- Shevechvie Landebs (შევეჩვიე ლანდებს)

Nu Geshinia (ნუ გეშინია) (2019):
- Nu Geshinia (ნუ გეშინია)
- Me da Shen (მე და შენ)
- Adamiani (ადამიანი)
- Ertad Viarot (ერტად ვიაროთ)
- Мир цветов
- Gatendeba (გათენდება) (при участии Отца Серафима (მამა სერაფიმე)
- Я не любви твоей прошу
- Metireba otaxhi
- Mze Damakvs Xurjinit
- Kvavilebis Kveana (ყვავილების ქვეყანა)

+1 (2020):
- Gulo (გულო)
- Я не любви твоей прошу
- Zilshi shemoval (ძილში შემოვალ)
- Не забирай меня
- Гордая

### Саундтреки к фильмам
- Ekvtime: Man of God (ექვთიმე ღვთისკაცი с груз. — «Эквтиме: Человек божий») (2018) реж. Николоз Хомасуридзе (груз. ნიკოლოზ ხომასურიძე)

### Видеоклипы
- Я-сон (2019)
- Не бойся (2019)
- Солнце (2019)
- Белое море (თეთრი ზღვა) (2020)
- Забытые крылья (დავიწყებული ფრთები) (2021)
- Не падай на землю (2021)
- Sapexurebi (საფეხურები) (2021)
- XaRaMaRa (2022)
- Shalala (Меги Гогитидзе & Vaja Tugushi (груз. ვაჟა ტუღუში)) (2022)
- Mikvarxar metki (მიყვარხარ მეთქი) (2022)
- Бабочки (2022)
- Zgapari (ზღაპარი) (2023)
- Me dagajere (მე დაგაჯერე) (2023)
- Matarebeli (მატარებელი) (2023)
- Chemi bavshvoba (ჩემი ბავშვობა) (2023)
- Isev tovs (ისევ თოვს) (2023)
- Падают звёзды (2024)
- Я не люблю (2024)

### Документальные фильмы
- Я — сон (2021)
- Привет, Солнце! (2021)

## Статьи
- Анастасия Шрайбер «Как самая самобытная певица Грузии Меги Гогитидзе покоряет Москву» (2018)
- Борис Барабанов «Ничего плохого со мной произойти не может» (2020)
- TheCity «5 вещей, которые меня изменили» (2020)
- Комсомольская правда «Что известно о певице» (2020)
- Рецензия «Plus 1» (2020)
- Кирилл Рейн «Я не могу сказать, как я это делаю» (2021)